# Kostry-Litwa
Kostry-Litwa – wieś w Polsce położona w województwie podlaskim, w powiecie wysokomazowieckim, w gminie Nowe Piekuty.
Zaścianek szlachecki Litwa należący do okolicy zaściankowej Kostry położony był w drugiej połowie XVII wieku w powiecie brańskim ziemi bielskiej województwa podlaskiego. W latach 1975–1998 miejscowość administracyjnie należała do województwa łomżyńskiego.
Wierni kościoła rzymskokatolickiego należą do parafii św. Anny w Dąbrówce Kościelnej.

## Historia wsi
Wieś założona przez rycerzy herbu Rawicz, którzy przyjęli nazwisko Kostro. Litwa w nazwie oznaczała przynależność wsi do Wielkiego Księstwa Litewskiego (do roku 1569).
Wzmiankowana w dokumentach w roku 1500. W I Rzeczypospolitej należała do ziemi bielskiej.
W roku 1827 wieś liczyła 15 domów i 74 mieszkańców. Pod koniec XIX wieś drobnoszlachecka w. należała do powiatu mazowieckiego, gmina Piekuty, parafia Wyszonki. Domów 20, mieszkańców 180. Grunta pszenne o powierzchni 254 morg.
W roku 1891 w Kostach-Litwie 22 gospodarzy uprawiało 150 ha ziemi. W 1921 r. naliczono 26 domów i 170 mieszkańców, w tym 7 prawosławnych.
Współcześnie miejscowość liczy 27 domów i 128 mieszkańców.